# Phymaspermum
Phymaspermum es un género de plantas pertenecientes a la familia Asteraceae. Comprende 23 especies descritas y de estas, solo 20 aceptadas.

## Taxonomía
El género fue descrito por Christian Friedrich Lessing y publicado en Syn. Comp. 253. 1832.

## Especies aceptadas
A continuación se brinda un listado de las especies del género Phymaspermum aceptadas hasta junio de 2012, ordenadas alfabéticamente. Para cada una se indica el nombre binomial seguido del autor, abreviado según las convenciones y usos:
- Phymaspermum acerosum (DC.) Källersjö
- Phymaspermum aciculare (E.Mey. ex Harv.) Benth. & Hook. ex B.D.Jacks
- Phymaspermum aphyllum Magee & Ruiters
- Phymaspermum appressum Bolus
- Phymaspermum argenteum Brusse
- Phymaspermum athanasioides (S.Moore) Källersjö
- Phymaspermum bolusii (Hutch.) Källersjö
- Phymaspermum carnosulum Benth. & Hook.f.
- Phymaspermum comptonii Magee & Ruiters
- Phymaspermum equisetoides Thell.
- Phymaspermum erubescens (Hutch.) Källersjö
- Phymaspermum junceum Less.
- Phymaspermum leptophyllum (DC.) Benth. & Hook. ex B.D.Jacks.
- Phymaspermum montanum (Hutch.) Källersjö
- Phymaspermum oppositifolium Magee & Ruiters
- Phymaspermum parvifolium (DC.) Benth. & Hook.f.
- Phymaspermum peglerae (Hutch.) Källersjö
- Phymaspermum pinnatifidum (Oliv.) Källersjö
- Phymaspermum pubescens Kuntze
- Phymaspermum schroeteri Compton
- Phymaspermum scoparium (DC.) Källersjö
- Phymaspermum thymelaeoides (DC.) Magee & Ruiters
- Phymaspermum trifidum Magee & Ruiters
- Phymaspermum villosum (Hilliard) Källersjö
- Phymaspermum woodii (Thell.) Källersjö